# Drosophila guptai
Drosophila guptai är en tvåvingeart som beskrevs av Dwivedi 1979. Drosophila guptai ingår i släktet Drosophila och familjen daggflugor.
Artens utbredningsområde är Indien.